# 케이 프랜시스
케이 프랜시스(Kay Francis, 1905년 1월 13일 ~ 1968년 8월 26일)는 미국의 배우, 연극 배우, 영화배우이다.
오클라호마시티에서 태어났으며 뉴욕에서 사망하였다. 사인은 유방암이다.

## 영화
- 포 질스 인 어 지프 (1944년)
- 올웨이스 인 마이 하트 (1942년)
- 비트윈 어스 걸스 (1942년)
- 찰리의 이모 (1941년)
- 달톤 4형제 (1940년) - 줄리 킹 역
- 이츠 어 데이트 (1940년)
- 코멧 오버 브로드웨이 (1938년)
- 아이 파운드 스텔라 패리시 (1935년)
- 원더 바 (1934년)
- 쥬얼 라버리 (1932년)
- 원 웨이 패시즈 (1932년)
- 시나라 (1932년)
- 천국의 말썽 (1932년)
- 걸스 어바웃 타운 (1931년)
- 더 버츄어스 신 (1930년)
- 파라마운트 온 퍼레이드 (1930년)
- 레츠 고 네이티브 (1930년)
- 라플스 (1930년)
- 스트리트 오브 찬스 (1930년)
- 코코넛 대소동 (1929년)